# Lahpet

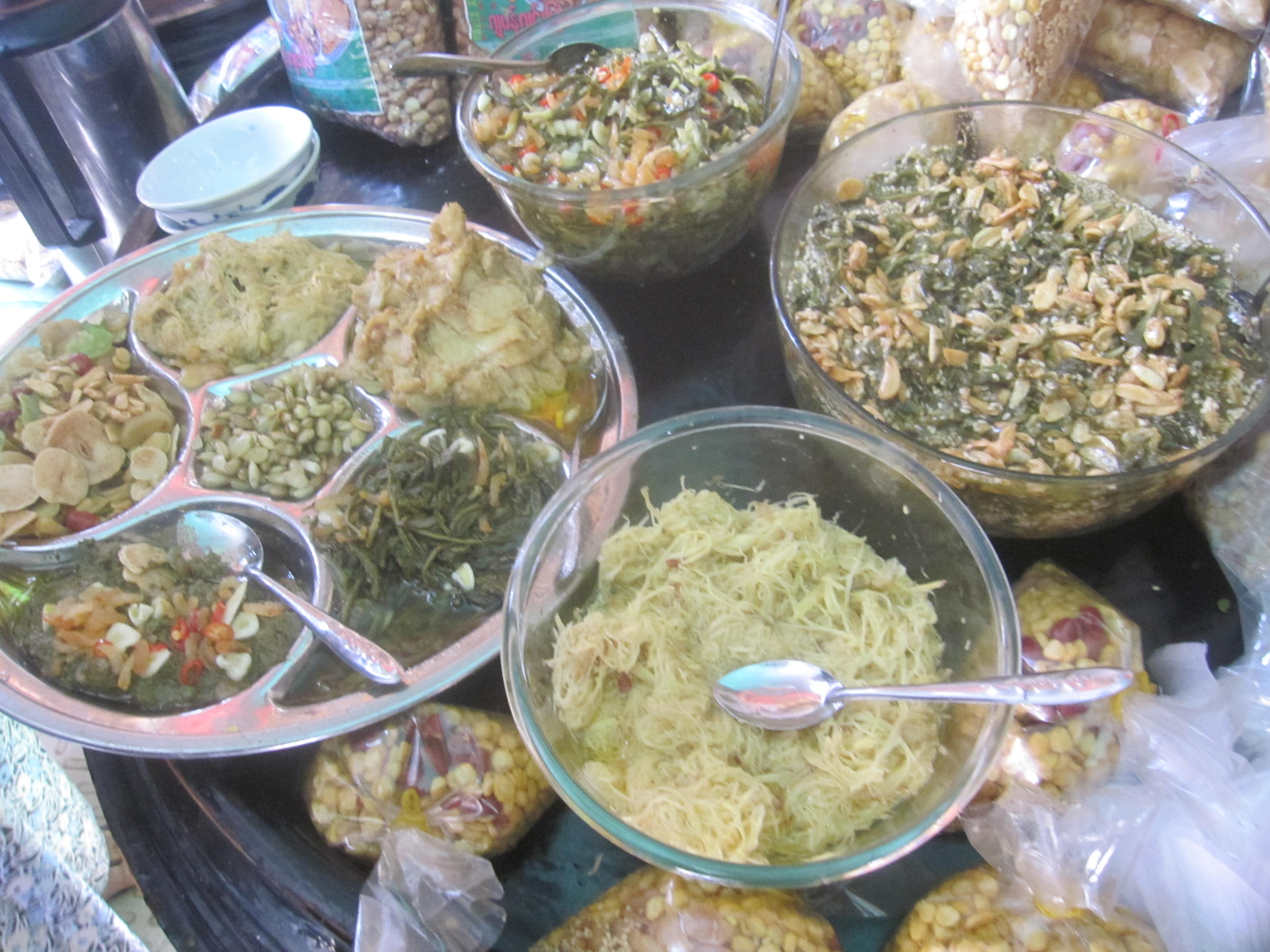
Catadores en un puesto de lahpet, Mandalay

Lahpet, deletreado también laphet (birmano: လက် ဖက်; MLCTS: lak hpak), es un té fermentado o encurtido de Birmania. Birmania es uno de los pocos países donde el té se consume, así como también es el único en beber té en escabeche. En la región, no sólo es considerado como el manjar nacional, sino que juega un papel importante en la sociedad birmana. Su lugar en la gastronomía de Birmania se refleja en la siguiente expresión popular:
"De todas las frutas, el mango es el mejor, de todas las carnes, el cerdo es el mejor, de todas las hojas, lahpet es la mejor ".

## Cultivo
El té es nativo de Birmania, así como en Bangladés, Assam, Laos y China, la Camellia sinensis, crece principalmente en las colinas al norte del estado de Shan, alrededor de Namhsan y en el subestado de Tawngpeng por los De'ang, sino también alrededor de Mogok en la región de Mandalay, y Kengtung al sur del estado de Shan. las hojas de Zayan, las cuales representan alrededor del 80% de la cosecha, son recogidas en abril y mayo antes del inicio de los monzones, pero pueden ser recogidas en el mes de octubre.
Más de 700 kilómetros cuadrados de tierra están bajo el cultivo del té con un rendimiento anual de 60.000-70.000 toneladas. De este 69,5% es el té verde, el 19,5% es té negro y el 20% restante es té en escabeche. El consumo anual se ejecuta en un 52% de té verde, 31% de té negro y 17% de té en escabeche.

## Problemas de salud

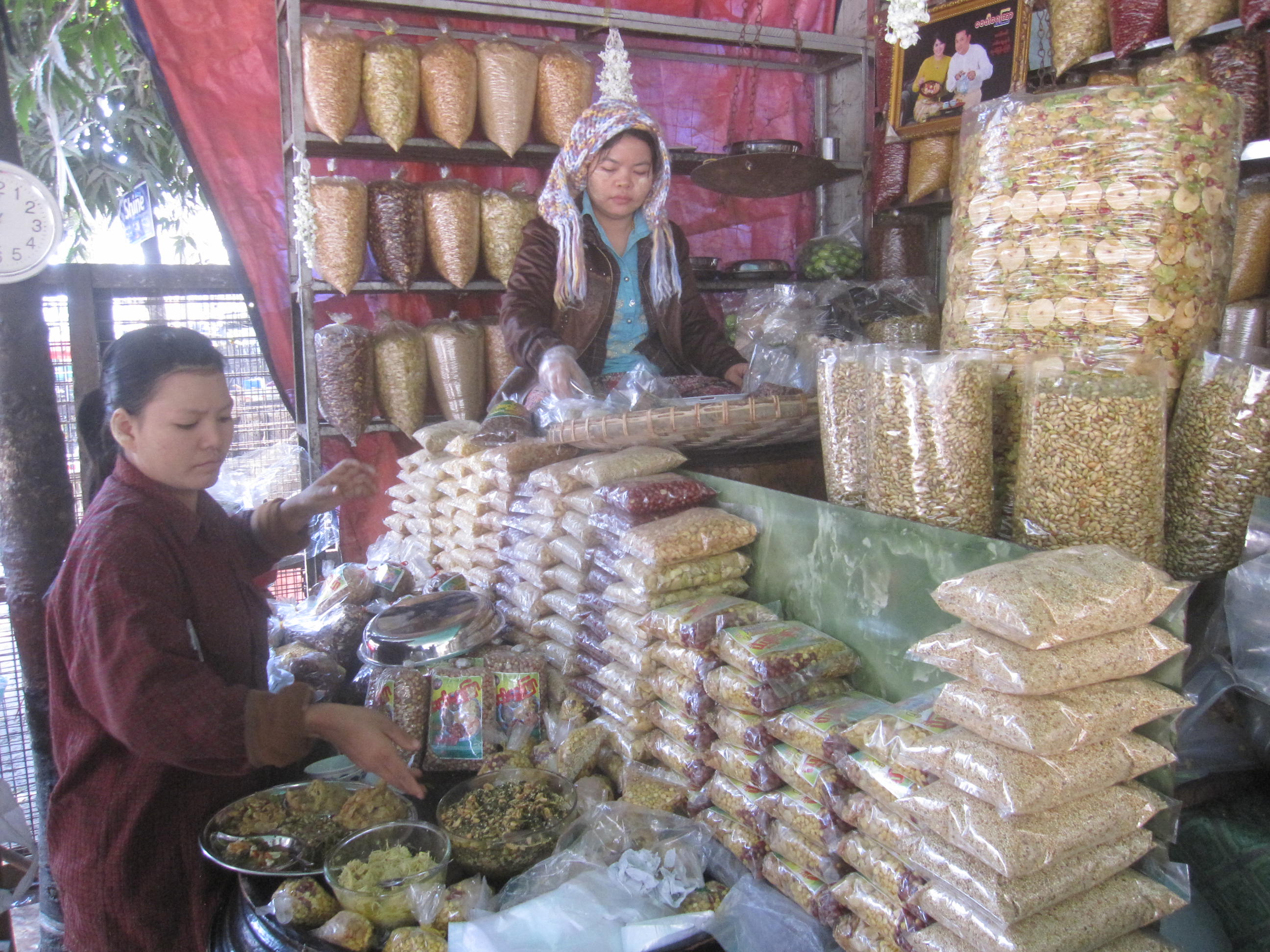
Un puesto de lahpet popular en Mandalay

Un plato formal (tamaño pequeño) de Lahpet contiene 200 calorías y 12 g de grasa total, 50 mg de sodio, 4 g de fibra dietética, 10 g de proteína (varía dependiendo de la cantidad de camarones secos, salsa de pescado, larva de escarabajo frita, cacahuetes fritos y frijoles como ingrediente) y vitaminas (en función de si el tomate, ajo, chile verde, semillas de sésamo tostadas, etc se agregan o no).
El 12 de marzo de 2009, el Ministerio de Salud anunció que 43 marcas de lahpet incluyendo las marcas populares contenían un colorante químico prohibido llamado auramina O lo que podría causar daños al hígado y los riñones y, posiblemente, cáncer. Se cree que esto procede de distribuidores mayoristas con tintes químicos más baratos en lugar de los tradicionales colorantes para alimentos. Singapur ordenó una prohibición de 20 marcas de lahpet de Birmania, entre ellos 8 variedades comercializadas por Yuzana, aunque no fueron declarados inseguros por las autoridades birmanas. Las empresas se vieron afectadas por una dramática caída en las ventas de este alimento popular, considera indispensable en las reuniones sociales y en ocasiones especiales. Malasia también se unió a la prohibición, pero no así Tailandia con una importante población Birmana.